# MC Marcinho
Márcio André Nepomuceno Garcia (Duque de Caxias, 11 de novembro de 1977 – Rio de Janeiro, 26 de agosto de 2023), conhecido profissionalmente como MC Marcinho foi um cantor e compositor brasileiro de funk. Ficou conhecido pelos hits "Rap do Solitário", "Princesa", "Glamurosa", "Garota Nota 100" e "Tudo é Festa".
De origem simples, Marcinho cresceu em Bangu e foi fortemente inspirado musicalmente por seu pai, sambista casual, e seu tio, que era cantor. Aos dezessete, fez sua primeira composição, "Rap do Solitário". Após terminar um concurso em terceiro lugar, teve essa primeira composição inclusa no LP A Furiosa, lançado pela gravadora Mind Power.

## Biografia
Marcio André Nepomuceno Garcia nasceu em Duque de Caxias, na Baixada Fluminense, estado do Rio de Janeiro, no dia 11 de novembro de 1977. Seu pai era marceneiro e sambista nas horas vagas. Aos 16 anos, se mudou para Bangu, bairro do Rio de Janeiro. Seu tio era cantor, e o ambiente musical de sua casa inspirou Márcio a ingressar na carreira artística. Marcinho cita influências de Roberto Carlos, Tim Maia, Sandra de Sá, Jorge Ben Jor e Raça Negra.

## Carreira

### 1992 - Lançamentos dos primeiros clássicos do funk
A primeira canção composta por MC Marcinho foi "Rap do Solitário", em 1992, a música levou dois anos para fazer sucesso. Depois Marcinho nunca mais parou veio os hits Princesa, Quero Você,  Porque Te Amo e Garota Nota 100 todas produzidas pelo produtores musicais Victor Junior e Robson Leandro e lançados pela gravadora do seu empresário Maia Funk.
Marcinho começou a cantar aos quinze anos. Trabalhou ao lado do irmão estampando camisas e com atividades como pedreiro ainda na juventude. Se inscreveu num festival e, após ficar em terceiro lugar em um concurso, sua faixa "Rap do Solitário" fez parte do LP A Furiosa, da gravadora Mind Power.
Antes do primeiro álbum completo, lançou pela gravadora de DJ Marlboro (Afegan/Link Records) um disco em parceria com a funkeira MC Cacau, com quem mantinha relacionamento. O álbum Porque Te Amo foi lançado em 1997.
Em 1999, mesmo com menor menor espaço do funk melody nas rádios, é lançado Valeu Shock, segundo álbum de Marcinho, também  pelo DJ Marlboro. A canção "Motivos da Vida" teve destaque na época. DJ Marlboro produziu o sucesso do Marcinho Glamurosa.
Em 2009 Marcinho rompe com DJ Marlboro e lanca pela gravafora EMI seu promeiro DVD Tudo é Festa.

### 2000–14: Lançamentos menores e declínio

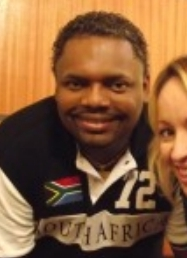
Marcinho em 2015.

No inicio dos anos 2000, MC Marcinho ficou um pouco afastado da mídia, já que com a popularização do estilo de funk com letras erotizadas, o seu estilo saiu do foco mas mesmo assim seguiu trabalhando. Em 2002 lançou o álbum Falando com as Estrelas produzido pelo DJ Grandmaster Raphael com as canções "Funk das antigas", "Zona Oeste", e "Glamurosa"; essa última viria a ser um sucesso posteriormente.

"Quase morri. Tive duas paradas cardíacas. Depois disso, pensei em parar para dar uma desacelerada. Estava trabalhando muito. A igreja também começou a falar mais alto para mim, mas eu entendi que posso cantar bastante ainda. Nunca fui alcoólatra e também nunca usei drogas. Ainda tenho muita coisa para oferecer."

Marcinho sobre seu estado de saúde em 2014.
Com um arranjo mais contemporâneo para o momento, "Glamurosa" ganhou mais eventualidade, se voltando mais para o "funk moderno" (que usa mais batidas de tambores). A música é o lançamento de maior sucesso do cantor, e foi escrita usando a apresentadora Xuxa como inspiração. Entre 2006 e 2008, suspendeu suas apresentações devido a um acidente de carro que quase lhe fez amputar uma das pernas.
Em agosto de 2011, lança seu primeiro DVD em parceria com a gravadora EMI, intitulado de "Tudo é Festa". O álbum, que foi gravado no Circo Voador (RJ) em 2008, conta com participações especiais de Flávia Santana, Sandra de Sá, MC Sapão, entre outros. A partir desse lançamento, Marcinho diminuiu o ritmo de trabalho devido aos problemas de saúde que enfrentava, como o quadro de pneumonia que teve em 2012.
A carreira do cantor entrou em declínio principalmente por seu estado físico e financeiro. Depois de se recuperar do acidente automobilístico sofrido em 2006, teve mais uma vez sua saúde abatida. Em 2014, devido à má alimentação e ao consumo de bebidas alcoólicas, um hábito comum após as apresentações, Marcinho foi diagnosticado com uma bactéria no estômago. Na época, afirmou nunca ter sido alcoólatra ou abusado de drogas.

## Vida pessoal

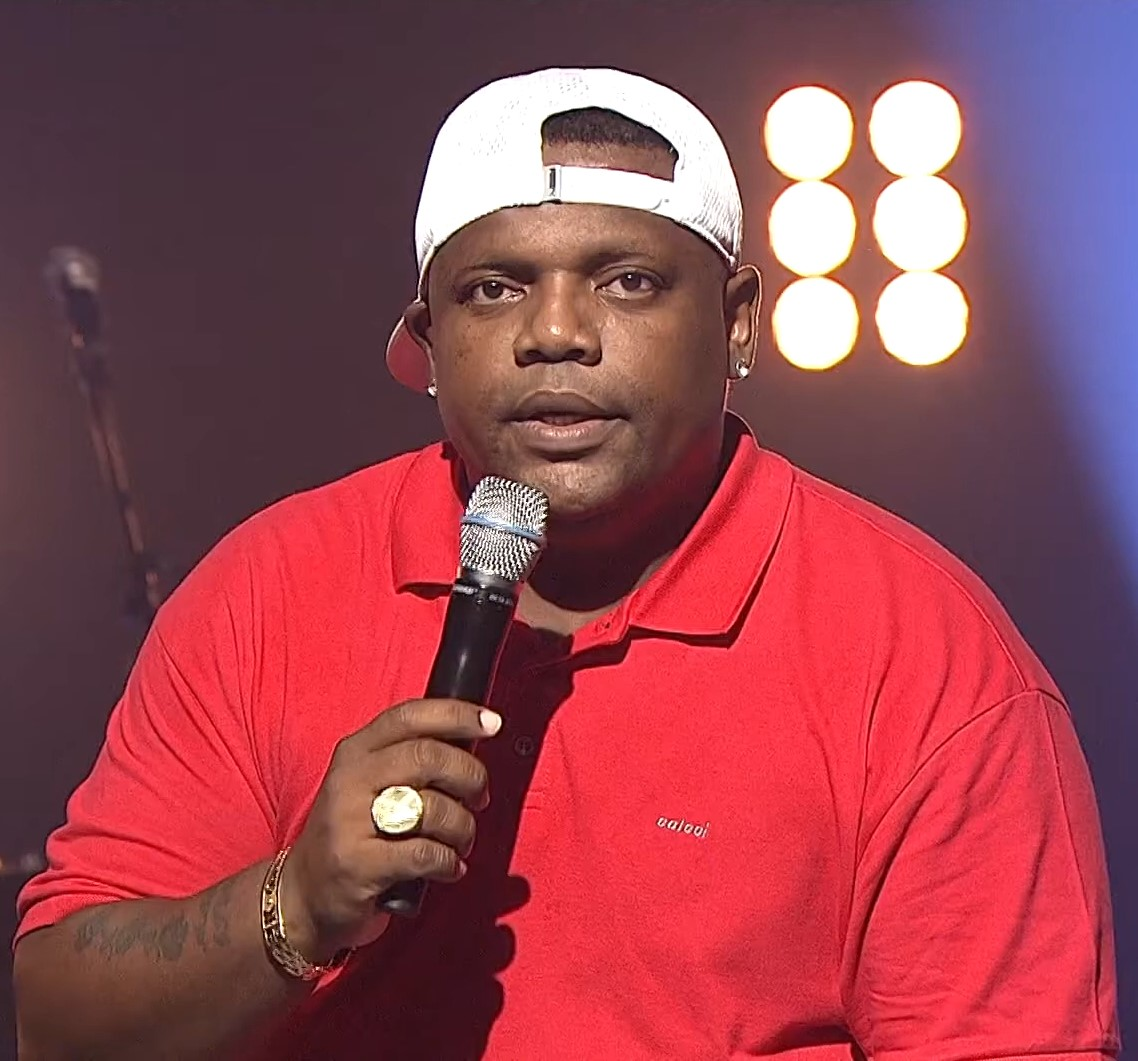
MC Marcinho em 2017.

Marcinho teve cinco filhos; em 2008, se casou com Kelly Garcia, com quem teve três filhos, Marcelly, Marcelo e Mateus. Antes ele foi casado com a também cantora MC Cacau com quem teve um filho, Márcio André Jr. Marcinho também é pai de Sara Paraíso que descobriu ser filha do cantor em 2021 aos 21 anos de idade e teve a paternidade reconhecida e confirmada oficialmente por exame de DNA, com resultado positivo. Seis dias antes de falecer, em 20 de agosto de 2023, sua ex-esposa, Kelly, anunciou que se divorciou do cantor, à época internado.

### Saúde e morte
Em 2006, sofreu um grave acidente de carro, do qual se recuperou. Em janeiro de 2012, o cantor foi internado devido a um mal-estar, que de acordo com os médicos seria pneumonia. O músico também esteve em coma após uma infecção estomacal, ocorrida após um assalto onde foi baleado. Em 2019, Marcinho foi hospitalizado ao apresentar um princípio de infarto. No ano seguinte, foi internado na CTI após contrair a COVID-19. Em fevereiro de 2021, o funkeiro ficou em coma por 4 dias em decorrência de uma infecção bacteriana no pé esquerdo, além de ficar mais três meses no hospital pois a doença atingiu seu pulmão. No final de julho de 2021, o cantor implantou um marca-passo após ter problemas cardíacos. Em 2023, realizou uma cirurgia para a troca de seu marca-passo que apresentava problemas. O músico foi internado no Hospital Copa D'Or, em Copacabana, no Rio de Janeiro, onde foi sedado e fez hemodiálise. O cantor era diabético e tinha doença renal e cardiopatia dilatada.
Em agosto de 2023, Marcinho teve uma piora na saúde, com uma disfunção múltipla de órgãos, e morreu no dia 26 de agosto às 09h10. O velório de MC Marcinho ocorreu no Cemitério da Penitência, no bairro do Caju, Rio de Janeiro. Nas duas primeiras horas, o evento foi aberto ao público, e teve uma última hora fechada para familiares e amigos. O corpo do cantor foi cremado no Crematório e Cemitério da Penitência, em cerimônia reservada à família. As cinzas do MC foram jogadas na Praia do Forte, em Cabo Frio.
Segundo Mauro Garcia, irmão do cantor, MC Marcinho estava profundamente abalado em razão de seu divórcio, oficializado apenas seis dias antes de sua morte, e por não poder comemorar o aniversário de sua mãe. O músico teria entrado em depressão durante a internação.

## Homenagens
No dia 5 de agosto de 2025, o prefeito Eduardo Paes deu o nome de "Rua MC Marcinho" a uma rua recém construída no bairro de Pedra de Guaratiba, na Zona Oeste do Rio de Janeiro.
Marcinho ganhará uma estátua em sua homenagem no bairro de Bangu, no Rio de Janeiro, através de projeto de lei do vereador Felipe Boró (PSD) e sancionado pelo prefeito Eduardo Paes.

## Discografia

### Álbuns de estúdio
- Porque Te Amo (1997; com MC Cacau)
- Sempre Solitário (1998)
- Valeu Shock (1999)
- Falando com as Estrelas (2003)

### Álbuns ao vivo
- Perfil Ao Vivo (2003)
- Tudo é Festa (2011)

### DVDs
- Tudo é Festa (2011)

## Links externos
- Rua MC Marcinho no OpenStreetMap